# 道の駅筑前みなみの里
道の駅筑前みなみの里（みちのえき ちくぜんみなみのさと）は、福岡県朝倉郡筑前町にある福岡県道77号筑紫野三輪線の道の駅である。

## 施設
- 駐車場 274台
- トイレ 35器
- 情報提供施設
- 休憩コーナー
- 農産物直売所
- 加工所
- レストラン
- テナント（飲食販売）
- 弁当工房
- 駐輪場
- ベビーコーナー
- 備蓄（防災）倉庫・非常用電源

当地には道の駅開駅以前の2009年4月27日に農産物直売所とレストランを設置した地域振興施設「筑前町ファーマーズマーケット みなみの里」が開設されていた。その後、同施設の隣に24時間利用可能な駐車場・インフォメーション施設・トイレ等を新たに設置し、2020年4月24日に「筑前町ファーマーズマーケット みなみの里」と新設部分を一体化させた道の駅として開駅した。

## アクセス
- 福岡県道77号筑紫野三輪線 - 登録路線
  - 福岡県道597号三箇山山隈線と重複